# Красавинське міське поселення
Краса́винське міське поселення (рос. Красавинское городское поселение) — міське поселення у складі Великоустюзького району Вологодської області Росії.
Адміністративний центр — місто Красавино.

## Населення
Населення міського поселення становить 6542 особи (2019; 7479 у 2010, 8704 у 2002).

## Історія
Станом на 2002 рік існувала Красавинська міська рада (місто Красавино), присілки Бухініно, Коробовське, Корольово, Нова Деревня, Нове Село, Підгор'є перебували у складі Красавинської сільської ради. 2006 року міськрада була перетворена у міське поселення.

## Склад
До складу міського поселення входять:
| Населений пункт        | Населення, осіб (2002) | Населення, осіб (2010) |
| ---------------------- | ---------------------- | ---------------------- |
| Бухініно, присілок     | 398                    | 384                    |
| Коробовське, присілок  | 8                      | 2                      |
| Корольово, присілок    | 4                      | 1                      |
| Красавино, місто       | 8211                   | 7003                   |
| Нова Деревня, присілок | 28                     | 40                     |
| Нове Село, присілок    | 45                     | 37                     |
| Підгор'є, присілок     | 10                     | 12                     |